# Companhia Maranhense de Gás
A Companhia Maranhense de Gás (Gasmar) é uma sociedade de economia mista dotada de personalidade jurídica de direito privado e patrimônio próprio e tem o Governo do Maranhão como acionista controlador. A companhia tem como sócia a Termogás, um grupo privado.

## Histórico
A empresa foi criada pela Lei Estadual nº 7.595/2001 e é vinculada à Secretaria de Estado de Minas e Energia, tendo como objeto a exploração, com exclusividade, dos serviços de distribuição e comercialização de gás canalizado no Maranhão.
A empresa também pode explorar outras formas de distribuição de gás natural e manufaturado, inclusive comprimido ou liquefeito, de produção própria ou de terceiros, nacional ou importado, para fins comerciais, industriais, residenciais, automotivos, de geração termelétrica ou quaisquer outras finalidades e usos possibilitados pelos avanços tecnológicos, em todo o território do Estado do Maranhão.
Atualmente, a Gasmar tem um contrato de operação e manutenção de sistema de distribuição de gás natural com a UTE Parnaíba Geração de Energia S.A.
Em dezembro de 2019, a Assembleia Legislativa do Maranhão aprovou projeto de lei e concedeu autorização ao Governo do Estado para a privatização da empresa. A empresa teve lucro líquido de 15,89 milhões em 2018
Em 2021, a Gasmar foi a distribuidora com o maior volume de gás natural movimentado nas regiões Norte e Nordeste, com uma média anual de 5.742 m³ movimentados.
Em 2022, a Termogás adquiriu as ações da Gasmar detidas pela Gaspetro, uma subsidiaria da Petrobras, no correspondente a 23,5% do capital social total., por meio do pagamento de R$ 56,9 milhões.

## Gás natural no Maranhão
Bacias sedimentares são depressões da crosta terrestre onde se acumulam rochas sedimentares que podem ser portadoras de petróleo ou gás natural. No Maranhão, se observa a existência de quatro importantes bacias: Bacia de Barreirinhas (mar/terra); Bacia Pará-Maranhão (mar); Bacia do Parnaíba (terra); e Bacia de São Luís-Bragança-Viseu (terra).

### Primeiras pesquisas
A pesquisa de petróleo foi iniciada na Bacia do Parnaíba no final da década de 1940, através do Conselho Nacional do Petróleo, com a perfuração de dois poços no Maranhão. Posteriormente, nas décadas de 1960 a 1980, foram realizados pesquisas pela Petrobras e por companhias de contrato de risco. No entanto, o volume de dados adquiridos durante este período foi considerado insuficiente, em razão da grande extensão desta bacia.
Em junho de 2002, a ANP ofereceu blocos exploratórios na Bacia do Parnaíba na quarta rodada de licitações, mas nenhum bloco foi arrematado.
Em 2007, na nona rodada de licitações da ANP,, foram novamente alguns setores dessa vez arrematados pelas empresas PETRA ENERGIA – STR (PN-T-48/49/50/67/68/84/85), DEVON (PN-T-66), PETROBRAS (PN-T-86) e COMP (PN-T-102) (Figura 34).
Em setembro de 2009, a OGX, braço de petróleo e gás natural do grupo EBX, anunciou a compra de 70% de participação em sete blocos terrestres pertencentes à Petra Energia, que permaneceu com 30%.

### Descoberta e produção
As atividades de perfuração tiveram início no dia 5 de julho de 2010. Em 12 agosto de 2010, a companhia OGX anunciou a descoberta de reservas de gás natural no poço 1-OGX-16-MA, no bloco PN-T-68. Foi feita nova descoberta no poço OGX-16 em 2 de setembro e em 17 e 26 de novembro foram feitas descobertas no poço OGX-22.
Em setembro de 2011, a OGX adquiriu 50% de participação no bloco exploratório terrestre PN-T-102 na bacia do Parnaíba, detida pelas companhias Imetame Energia S.A., DELP Engenharia Mecânica Ltda. e Orteng Equipamentos e Sistemas Ltda.
Em setembro de 2012, a OGX obtém Licença de Operação (LO) para início da produção na Bacia do Parnaíba nos Campos Gavião Azul e Gavião Real, o qual foi o primeiro a operar. A produção comercial de gás iniciou-se em janeiro de 2013.
Atualmente, a exploração de gás na Bacia do Parnaíba tem capacidade de produzir 8,4 milhões de m³ de gás por dia, explorados pela empresa Eneva, com a implantação de 153 km de gasodutos, ao custo do investimento de R$ 9 bilhões.
Os maiores estados produtores de gás natural em 2021 foram: Rio de Janeiro (64%); São Paulo (12,4%); Amazonas (10,15%); Maranhão (4,38%); Espírito Santo (4,09%); Bahia (4,06%); Ceará/Rio Grande do Norte (0,50%); Sergipe/Alagoas (0,45%) .
O estado do Maranhão é pioneiro na exploração de gás em terra firme e transporte por gasodutos até um parque termelétrico e o segundo maior produtor de gás em terra firme no Brasil.
As cidades envolvidas na exploração de gás são: Lima Campos, Santo Antônio dos Lopes, Capinzal do Norte, Trizidela do Vale e Pedreiras.

### Gasoduto de São Luís
Em 2023, a Gasmar deu início à construção de um sistema de estocagem, uma estação de regaseificação e um gasoduto ligando o Porto do Itaqui à usina de pelotização da Vale, em São Luís, orçado em R$ 70 milhões e previsão de entrega para abril de 2024. Em 30 de julho de 2025,  o Sistema de Distribuição de Gás Natural 2 (SDGN2) foi inaugurado, contando com 4 km e custo de R$ 100 milhões. É o segundo gasoduto do estado, após o SDGN1, localizado no Complexo Termelétrico Parnaíba, em Santo Antônio dos Lopes.

A obra faz parte do projeto de descarbonização da Vale, que deve substituir o uso de óleo combustível por gás natural. A Eneva realiza o transporte de 250 mil m³/dia GNL (gás natural liquefeito) em carretas criogênicas a partir do Complexo Parnaíba a 320 km de São Luís. Após chegar na capital, o combustível passa por um estação de regaseificação antes de seguir para o gasoduto. 